# Liste des maires de Cherbourg
Liste des maires de Cherbourg de 1694 à 2000,.
Cherbourg fusionne le 1er mars 2000 avec la commune voisine d'Octeville, pour former Cherbourg-Octeville. A compter de cette date, les maires élus dans la commune fusionnée sont listés  ici.

## Liste des maires

### Ancien Régime
Les administrateurs de la ville étaient choisis par les bourgeois, en leur sein, jusqu’à la création de la charge de maire par édit royal en 1692. Achetée par Jean Le Sauvage, elle est supprimée à la mort de celui-ci, au profit du poste de premier échevin élu par la communauté bourgeoise.
En application des édits royaux de 1764 et 1766, l’administration municipale s'organise à partir de 1768 autour de dix notables bourgeois, élus par les députés des vingt-deux corps et corporations de la ville. En 1778, le Roi donne un règlement pour la municipalité de Cherbourg, qui nomme Jean-Collas de Gassé comme maire. Démissionnaire l’année suivante, il est remplacé en 1781 par Demons de Garantot qui abandonne ses fonctions après les émeutes du 21 juillet 1789, au profit du retour du chevalier de Gassé.
| Nom           | Nom                              | Nom | Début du mandat | Fin du mandat | Parti | Notes                                      |
| ------------- | -------------------------------- | --- | --------------- | ------------- | ----- | ------------------------------------------ |
| Ancien Régime |                                  |     |                 |               |       |                                            |
|               | Jean Le Sauvage                  |     | 1694            | 1716          |       | Commandant de la place                     |
|               | Jacques Bouillon                 |     | 1717            | 1720          |       | 1er échevin, sieur de Forges               |
|               | Louis F. Groult                  |     | 1720            | 1723          |       | 1er échevin, sieur de la Viéville          |
|               | François de la Fontaine          |     | 1723            | 1725          |       | 1er échevin, sieur de Cosqueville          |
|               | Gilles Demons                    |     | 1726            | 1729          |       | 1er échevin Avocat, bailli de Cherbourg    |
|               | Pierre Le Liepvre                |     | 1729            | 1731          |       | 1er échevin, sieur des Varendes            |
|               | Jean-Baptiste Groult             |     | 1732            | 1735          |       | 1er échevin, sieur des Fontaines           |
|               | Hervé-G. Le Sauvage              |     | 1735            | 1738          |       | Commandant de la place (nommé par le Roi)  |
|               | Jacques Nory                     |     | 1738            | 1741          |       | Avocat 1er échevin                         |
|               | Pierre-Augustin Le Fourdrey      |     | 1741            | 1747          |       | Avocat 1er échevin                         |
|               | Charles Hebert                   |     | 1747            | 1750          |       | Avocat 1er échevin                         |
|               | Thomas-Hervé Le Fourdrey         |     | 1751            | 1754          |       | Avocat 1er échevin                         |
|               | Nicolas-René de Saint-Germain    |     | 1754            | 1757          |       | 1er échevin                                |
|               | Jacques-A. Duchevreuil           |     | 1757            | 1759          |       | 1er échevin, sieur de Metot                |
|               | Jean-N. Diénis                   |     | 1759            | 1764          |       | Avocat 1er échevin, sieur de l'Aubépine    |
|               | Philippe-Marion de la Martinière |     | 1765            | 1768          |       | 1er échevin                                |
|               | Bon-Joseph Lucas                 |     | 1769            | 1770          |       | 1er échevin, sieur des Ventes              |
|               | Nicolas Frigoult                 |     | 1770            | 1771          |       | 1er échevin, sieur de la Croix             |
|               | Bon-Luc du Homméel               |     | 1771            | 1778          |       | Avocat, 1er échevin                        |
|               | Jean Jérôme Colas de Gassey      |     | 1778            | 1779          |       | Chevalier de Gassey (Gassé, Gacé)          |
|               | Louis Demons de Garantot         |     | 1781            | 1789          |       | Avocat, lieutenant de police et subdélégué |

### Depuis la Révolution française
| Nom                                                                        | Nom                                               | Nom | Début du mandat   | Fin du mandat    | Parti                    | Notes |
| -------------------------------------------------------------------------- | ------------------------------------------------- | --- | ----------------- | ---------------- | ------------------------ | --- |
| Révolution - Ier Empire - Restauration - IIe République                    |                                                   |     |                   |                  |                          | |
|                                                                            | Jean Collas                                       |     | 1789              | 1791             |                          | Chevalier de Gassé |
|                                                                            | Gabriel-Aimé Noël                                 |     | 1791              | 1792             |                          | Inspecteur des Ponts et Chaussées |
|                                                                            | Augustin Asselin (1756-1845)                      |     | 1792              | 1794             |                          | Officier municipal Député de la Manche |
|                                                                            | Rouxel de Tanval                                  |     | 1794              | 1795             |                          | |
|                                                                            | Alexandre-Louis Baudin                            |     | 1795              | 1797             |                          | Contrôleur des postes |
|                                                                            | Victor Avoyne de Chantereyne (1762-1834)          |     | 1797              | 1800             |                          | Avocat, procureur et professeur de droit Député de la Manche                                                                                   |
|                                                                            | Pierre Joseph Delaville (1762-1819)               |     | 1800              | 1815             |                          | Médecin |
|                                                                            | Nicolas Collart (1751-1842)                       |     | 1815              | 1830             |                          | Payeur de la Marine |
|                                                                            | Paul Honoré Javain (1770-1841)                    |     | 1830              | 1833             |                          | Colonel du Génie retraité Directeur des fortifications de Cherbourg Conseiller général (1837 → 1839) Conseiller d'arrondissement (1833 → 1837) |
|                                                                            | Nicolas Noël-Agnès (1794-1866)                    |     | 1833              | 1845             | Droite monarchiste       | Juge consulaire Député de la Manche (1849 → 1851) Conseiller général (1839 → 1846)                                                             |
|                                                                            | Julien Morin (1785-1852)                          |     | 1846              | 17 août 1850     |                          | Notaire Démissionnaire |
| IIe Empire - IIIe République - État Français                               |                                                   |     |                   |                  |                          | |
|                                                                            | Joseph Ludé (1794-1881)                           |     | 29 août 1850      | 1865             | Bonapartiste (apparenté) | Propriétaire Conseiller général (1852 → 1864)                                                                                                  |
|                                                                            | Joseph-Alfred Liais (1802-1893)                   |     | 1865              | 1878             |                          | Ancien vice-consul d'Espagne |
|                                                                            | Alfred Mahieu (1820-1899)                         |     | 12 février 1878   | avril 1882       |                          | Négociant Démissionnaire |
|                                                                            | Paul Émile Gosse (1833-1906)                      |     | 14 mai 1882       | 1884             |                          | Notaire |
|                                                                            | Emmanuel Liais (1826-1900)                        |     | 1884              | 1887             | Républicain              | Astronome, botaniste et explorateur Propriétaire à Hardinvast                                                                                  |
|                                                                            | Charles Moll (1815-1899)                          |     | 1887              | mai 1892         | Républicain              | Ancien directeur des constructions navales de l'arsenal de Cherbourg Conseiller général (1886 → 1892)                                          |
|                                                                            | Emmanuel Liais (1826-1900)                        |     | mai 1892          | 5 mars 1900      | Républicain              | Astronome, botaniste et explorateur Propriétaire à Hardinvast Conseiller général (1892 → 1900) Décédé en fonction                              |
|                                                                            | Charles Renault (1838-1916)                       |     | 20 mai 1900       | 1er octobre 1903 |                          | Chirurgien, docteur en médecine Premier adjoint au maire (1878 → 1882)                                                                         |
|                                                                            | Albert Mahieu (1860-1926)                         |     | 1er octobre 1903  | décembre 1910    | PRS                      | Négociant Député de la Manche (1906 → 1919) Démissionnaire                                                                                     |
|                                                                            | Charles Delagarde (1875-1954)                     |     | 25 février 1911   | mai 1912         | PRS                      | Avocat, bâtonnier Premier adjoint au maire (1903 → 1910)                                                                                       |
|                                                                            | Albert Mahieu (1860-1926)                         |     | mai 1912          | 25 mai 1926      | PRS                      | Négociant Député de la Manche (1906 → 1919) Décédé en fonction                                                                                 |
|                                                                            | Charles Libor, (1853-1927)                        |     | 2 juillet 1926    | 12 mars 1927     | PRRRS                    | Directeur d'école Premier adjoint au maire (1919 → 1926) Décédé en fonction                                                                    |
|                                                                            | Jules Le Brettevillois (1859-1945)                |     | 6 mai 1927        | 19 mai 1935      | PRS                      | Commissaire général de la Marine Docteur en droit                                                                                              |
|                                                                            | Léon Noël (1864-1939)                             |     | 19 mai 1935       | 7 mai 1939       | PRRRS                    | Ingénieur à l'arsenal de Cherbourg Ancien adjoint au maire Décédé en fonction                                                                  |
|                                                                            | Paul Renault (1871-1946, fils de Charles Renault) |     | 7 juillet 1939    | 1er octobre 1944 |                          | Chirurgien Nommé membre de la Commission administrative départementale en 1941                                                                 |
| Gouvernement provisoire de la République française - IVe et Ve Républiques |                                                   |     |                   |                  |                          | |
|                                                                            | René Schmitt (1907-1968)                          |     | 1er octobre 1944  | 26 octobre 1947  | SFIO                     | Professeur d'allemand Sous-secrétaire d'État (1946 → 1947) Député de la Manche (1945 → 1955)                                                   |
|                                                                            | Edmond Soufflet (1900-1981)                       |     | 26 octobre 1947   | 9 mai 1953       | RPF                      | Agrégé de lettres classiques Professeur agrégé d'université                                                                                    |
|                                                                            | René Rosette (1898-1977)                          |     | 9 mai 1953        | 1er mars 1954    | RPF                      | Opticien Mandat écourté après la dissolution du conseil municipal                                                                              |
|                                                                            | René Schmitt (1907-1968)                          |     | 1er mars 1954     | 20 mars 1959     | SFIO                     | Professeur d'allemand Député de la Manche (1958 → 1962) Conseiller général (1958 → 1964)                                                       |
|                                                                            | Jacques Hébert (1920-2018)                        |     | 20 mars 1959      | 21 mars 1977     | UNR puis UDR             | Médecin Député de la Manche (1962 → 1973) Président de la CUC (1970 → 1977)                                                                    |
|                                                                            | Louis Darinot (1925-2006)                         |     | 21 mars 1977      | 29 juillet 1980  | PS                       | Pharmacien Député de la Manche (1973 → 1986) Président de la CUC (1977 → 1979) Démissionnaire                                                  |
|                                                                            | Jean-Pierre Godefroy (1944- )                     |     | 23 septembre 1980 | 1er mars 2000    | PS                       | Technicien Conseiller général (1982 → 1985) |

Après la fusion de 2000, les maires sont mentionnés dans l'article Cherbourg-Octeville.

## Compléments